# Hetmanivka, Bârzula
Hetmanivka (în ucraineană Гетьманівка) este un sat în comuna Savran din raionul Bârzula, regiunea Odesa, Ucraina.

## Demografie
Componența lingvistică a localității Hetmanivka
     Ucraineană (93,61%)
     Rusă (3,93%)
     Română (1,23%)
     Alte limbi (0,98%)
Conform recensământului din 2001, majoritatea populației localității Hetmanivka era vorbitoare de ucraineană (93,61%), existând în minoritate și vorbitori de rusă (3,93%) și română (1,23%).